# Рауль Фернандес-Кавада
Рауль Фернандес-Кавада Матеос (ісп. Raúl Fernández-Cavada Mateos; 13 березня 1988, Більбао) — іспанський футболіст, воротар клубу «Лас-Пальмас».

## Клубна кар'єра
Футбольна кар'єра Рауля почалася з молодіжної системи Лезама футбольного клубу «Атлетік», коли хлопчику було лише десять років. Його дебют відбувся як резервного гравця команди третього дивізіону, потім його відправили в оренду до команди такого самого рівня — «Конкенсе», а потім — до «Гранади». Андалусійці використовували Фернандеса переважно на позиції воротаря, особливо коли клуб повернувся до другого дивізіону після понад двадцятирічного відсутності.
До першої команди «Атлетіка» Рауль потрапив у сезоні 2010/11, після завершення кар'єри відомого ветерана Армандо. 23 квітня 2011 року відбувся дебют Фернандеса в Ла-Лізі, де він виступив непогано — його команда виграла в домашньому матчі у «Реала Сосьєдад» з рахунком 2:1.
10 липня 2013 року Фернандеса віддали в оренду до Нумансії з другого дивізіону. 18 року він підписав договір на один рік з іншим представником другого дивізіону Расінгом.
22 січня 2015 стало відомо що Рауль новий гравець «Вальядоліда». У тій команді він передусім був дублером Хаві Вараса. 30 червня Фернандес підписав контракт на один рік з Мірандесом.
Під час свого єдиного сезону за цю команду він зіграв у 49-ти офіційних іграх. 30 липня як вільний агент Фернандес увійшов до складу Леванте, що також виступав у другому дивізіоні. 23 липня 2018 року він уклав договір на три роки з Лас-Пальмасом.
У квітні 2019 року, під час гри проти Кадіса, Фернандес зазнав травми. Спочатку очікували, що він пропустить залишок сезону 2018—2019, але через травму руки й лівого коліна він пропустив і цілий сезон 2019—2020. Після такої затримки у відновленні керівництво клубу збиралося звільнити гравця. Втім, пізніше від цього наміру відмовились.